# クルノフ公国

クルノフ公国
Krnovské knížectví (cs)

Herzogtum Jägerndorf (de)
Księstwo Karniowskie (pl)

クルノフ公国（独: Herzogtum Jägerndorf, Fürstentum Jägerndorf, 捷: Krnovské knížectví, 波: Księstwo Karniowskie, 羅: Ducatus Carnovia）は、シロンスク公国群の一つ。首都は現在チェコの一部であるクルノフ。

## 歴史

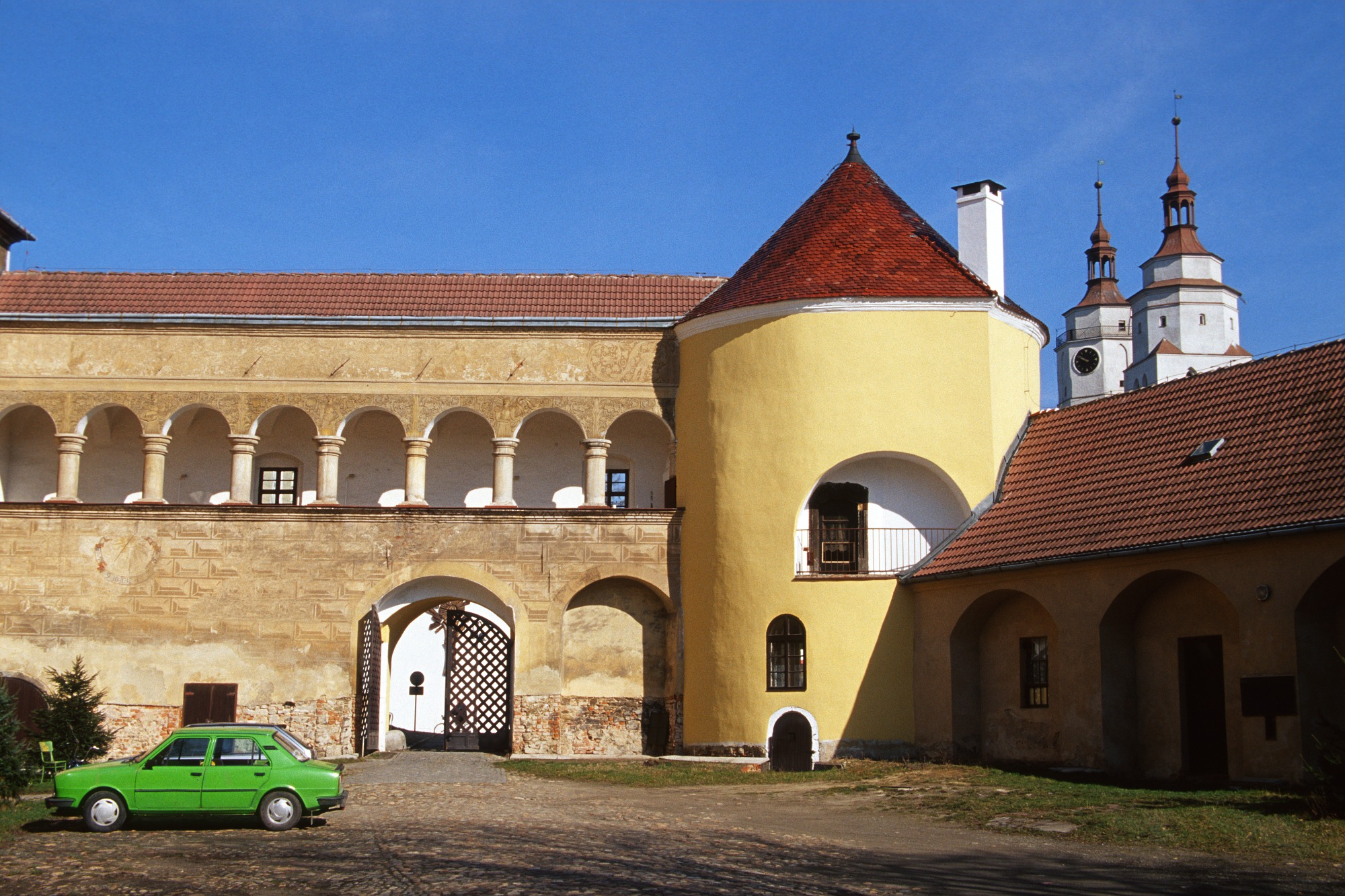
クルノフ城

公国は1377年に高地シロンスクでチェコのプシェミスル朝の支配下にあるオパヴァ公国と共に1327年からボヘミア王国の封土となっているラチブシュ公国の分割により創設された。1365年にオパヴァ公ミクラーシュ2世が死んだとき、彼の息子達は遺産分けをして、最年長者のヤン1世がラチブシュとクルノフの公爵となった。1385年に彼の後継者はクルノフ公国をピャスト家のオポーレ公ヴワディスワフ・オポルチクへ売却したが、1392年に回復した。しかし1474年、プシェミスル家はクルノフをハンガリー王でボヘミアの対立王マティアス・コルヴィヌスに奪われた。ヴラジスラフ・ヤゲロンスキーがボヘミア王として勝利した後、占領した公国を返却する意図はなく、彼の秘書官Johann von Schellenbergにその領地を与えた。
1523年に、ブランデンブルク＝アンスバッハ辺境伯ゲオルクはクルノフを手に入れ、続いて1532年にラチブシュも手に入れた。シュレージエンにおいてホーエンツォレルン家の影響力が増大していることについて1526年にボヘミア王となったハプスブルク家のフェルディナント1世に疑い深く見られていた。それでも1620年の白山の戦いの後で、神聖ローマ皇帝フェルディナント2世がボヘミアの領地を没収するまでホーエンツォレルン家は公国を保持し続けることができた。フェルディナント2世の支持者で1613年以降オパヴァ公となっていたリヒテンシュタイン公カール1世はクルノフを授かり、1623年に両公国は合併した。